# Hibiscus surattensis
Hibiscus surattensis är en malvaväxtart som beskrevs av Carl von Linné. Hibiscus surattensis ingår i Hibiskussläktet som ingår i familjen malvaväxter. Inga underarter finns listade i Catalogue of Life.

## Bildgalleri

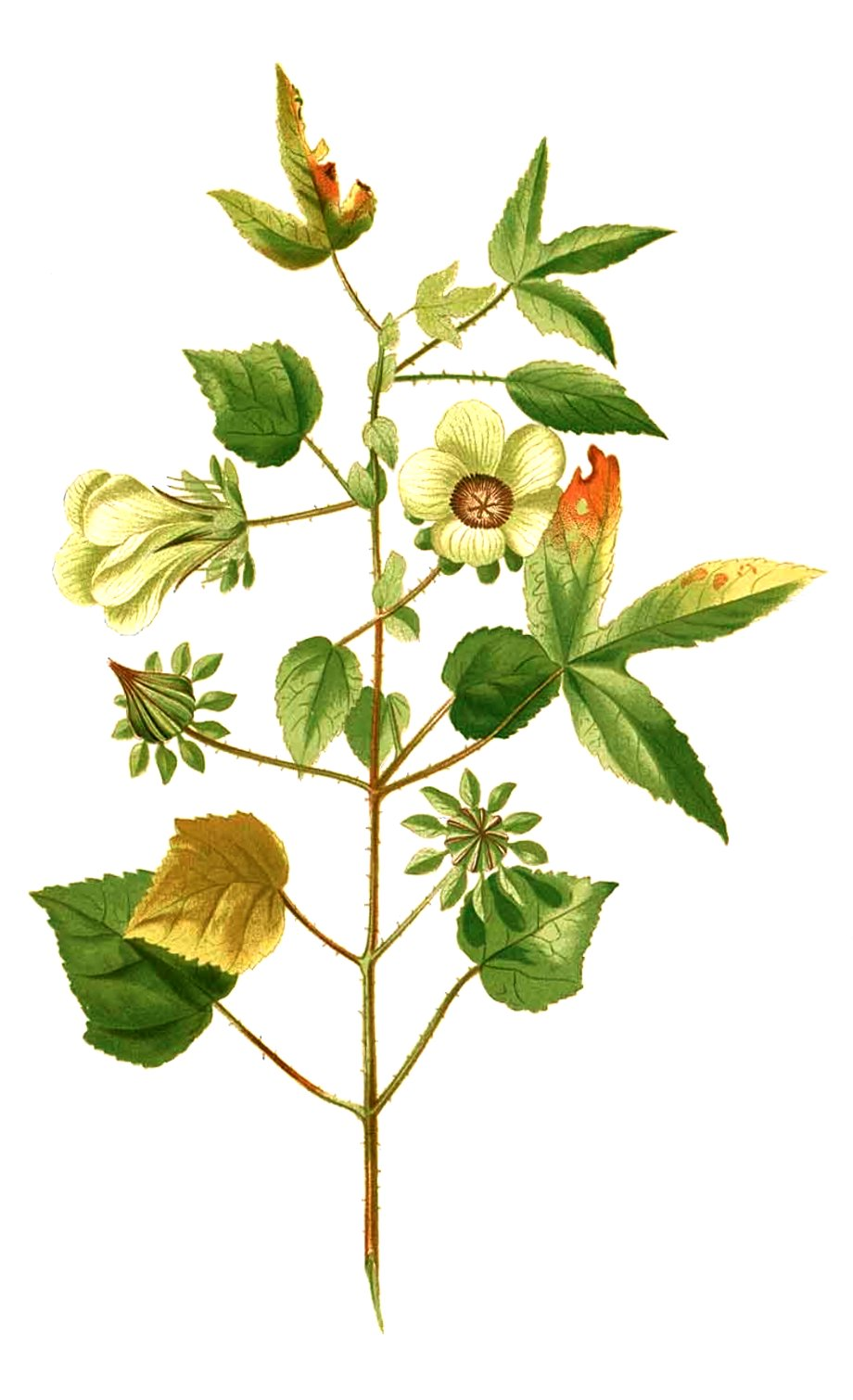
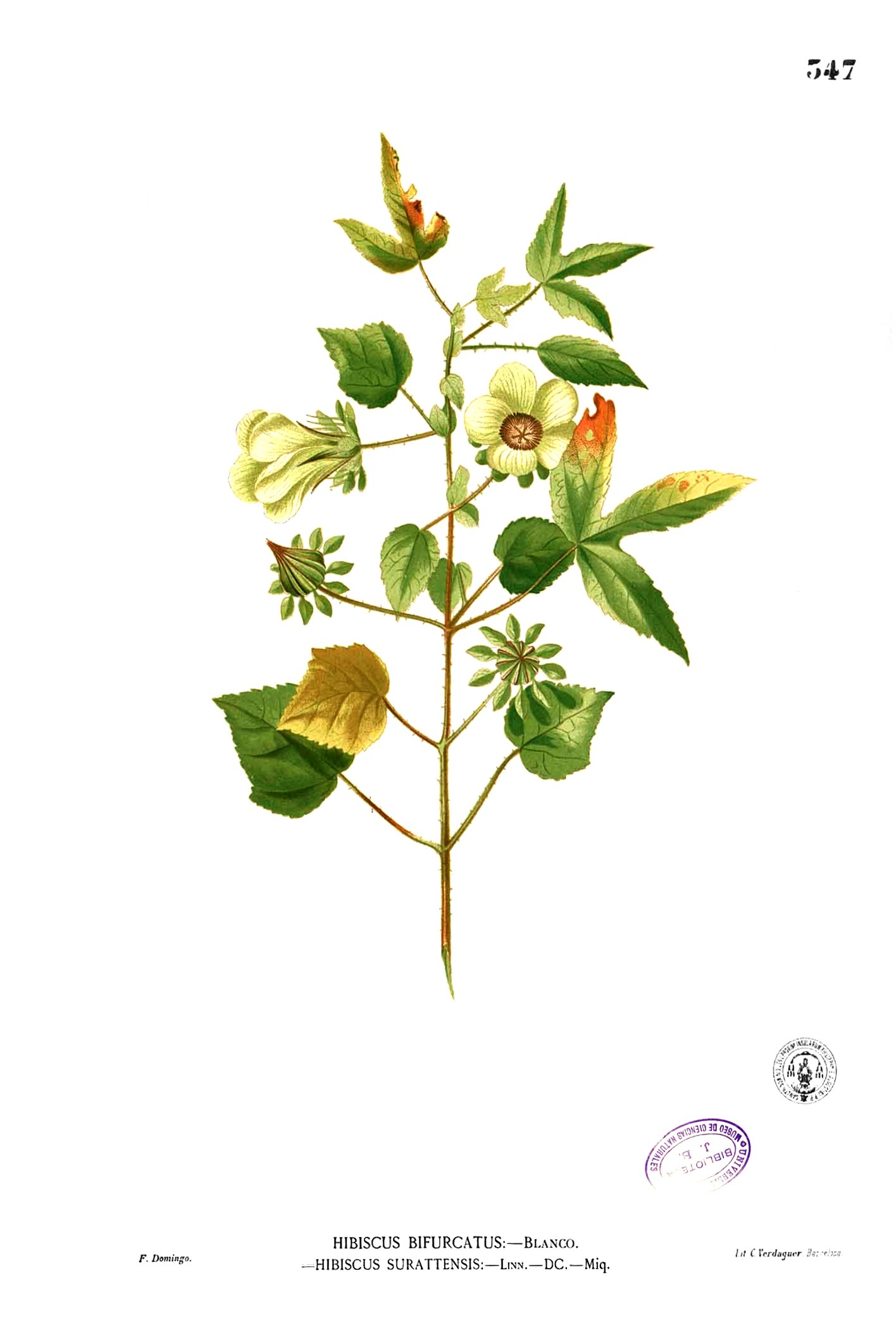
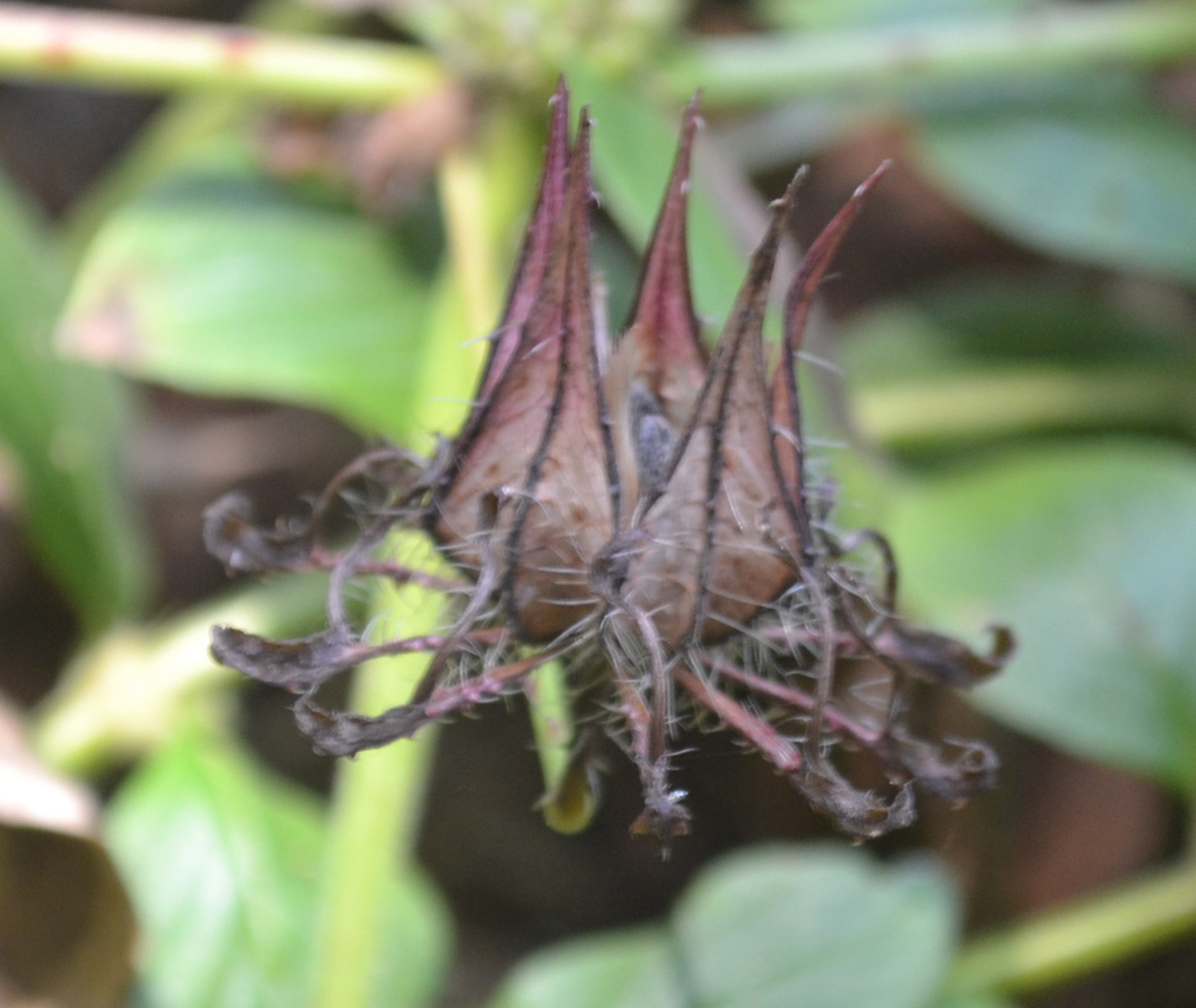
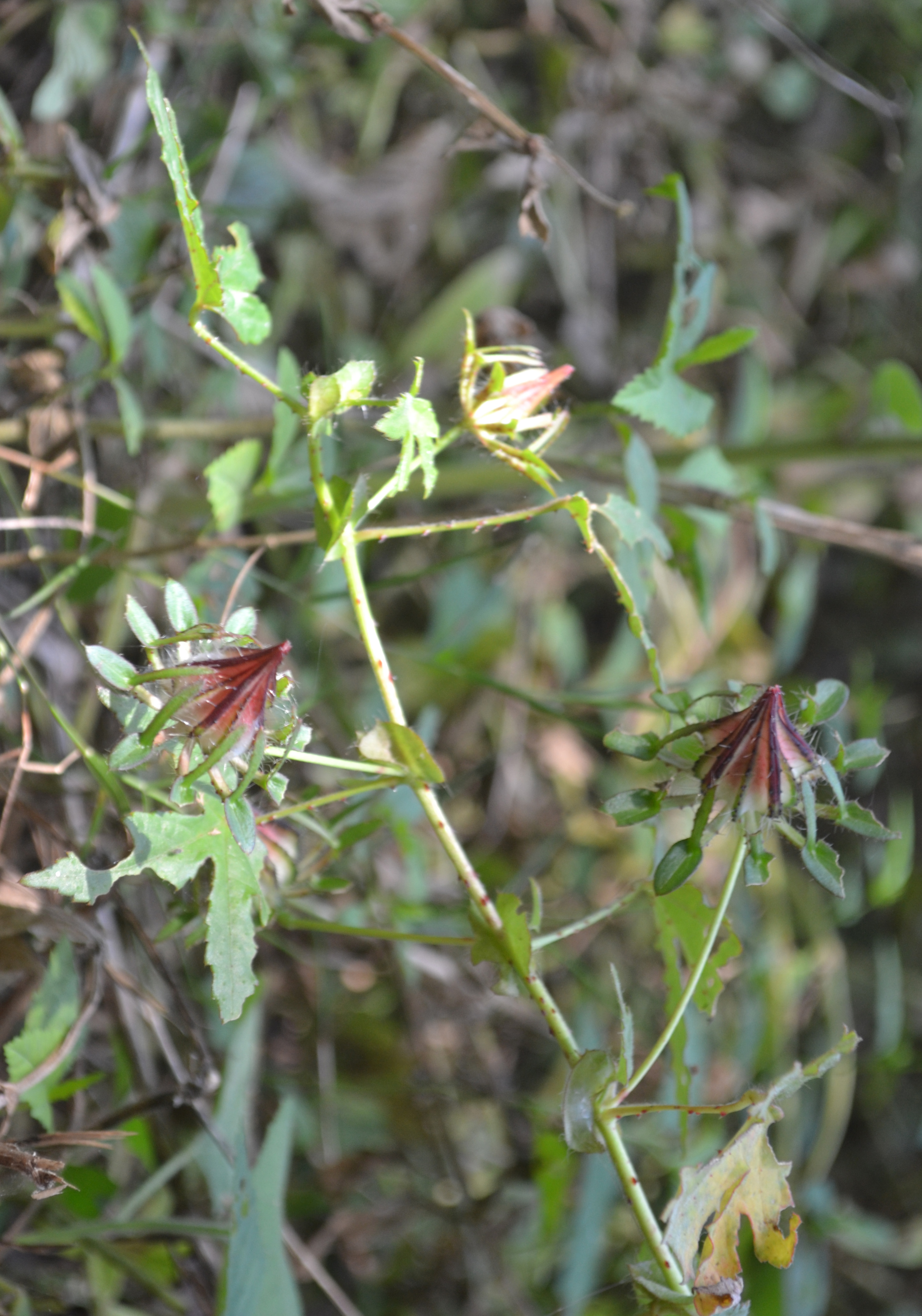
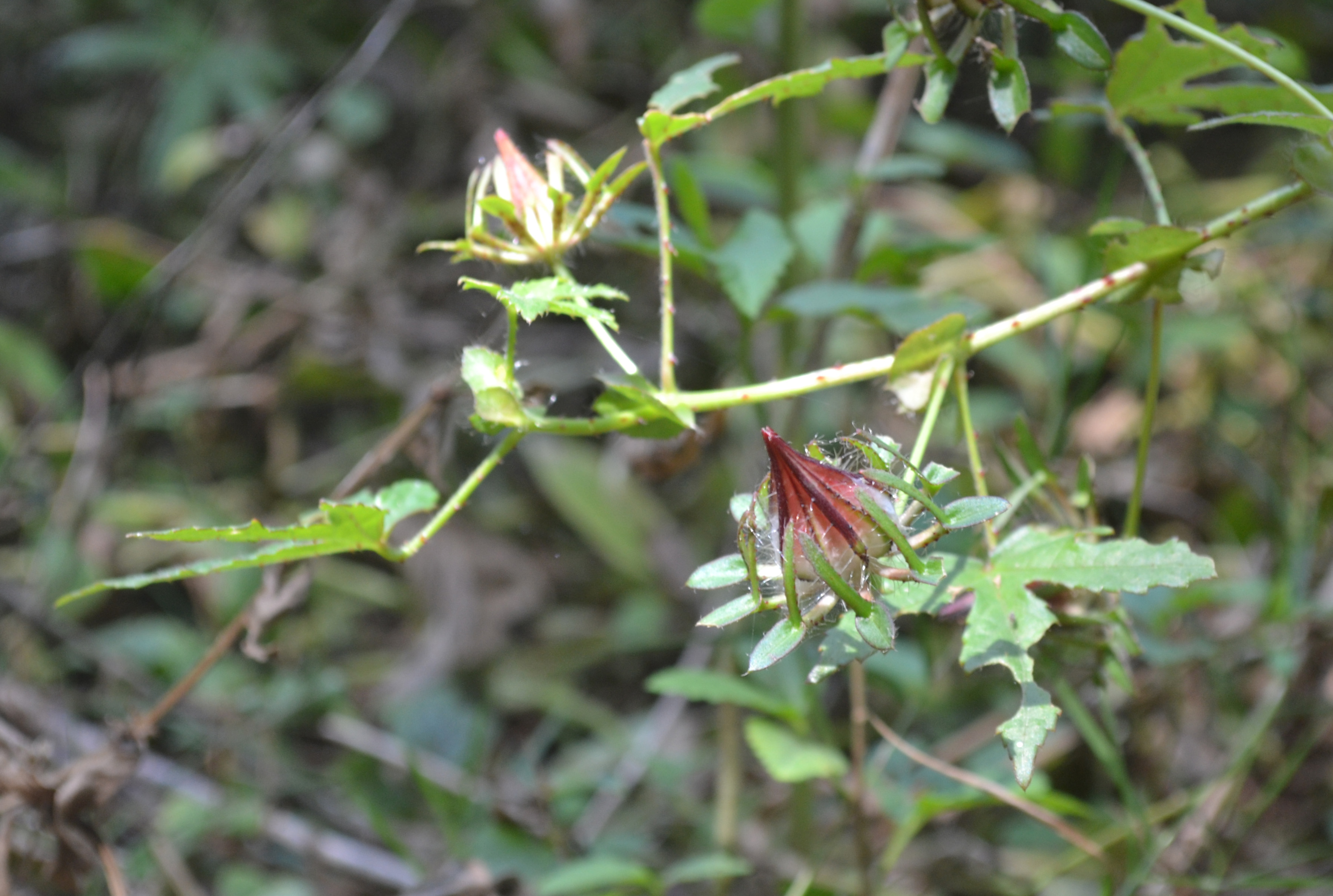
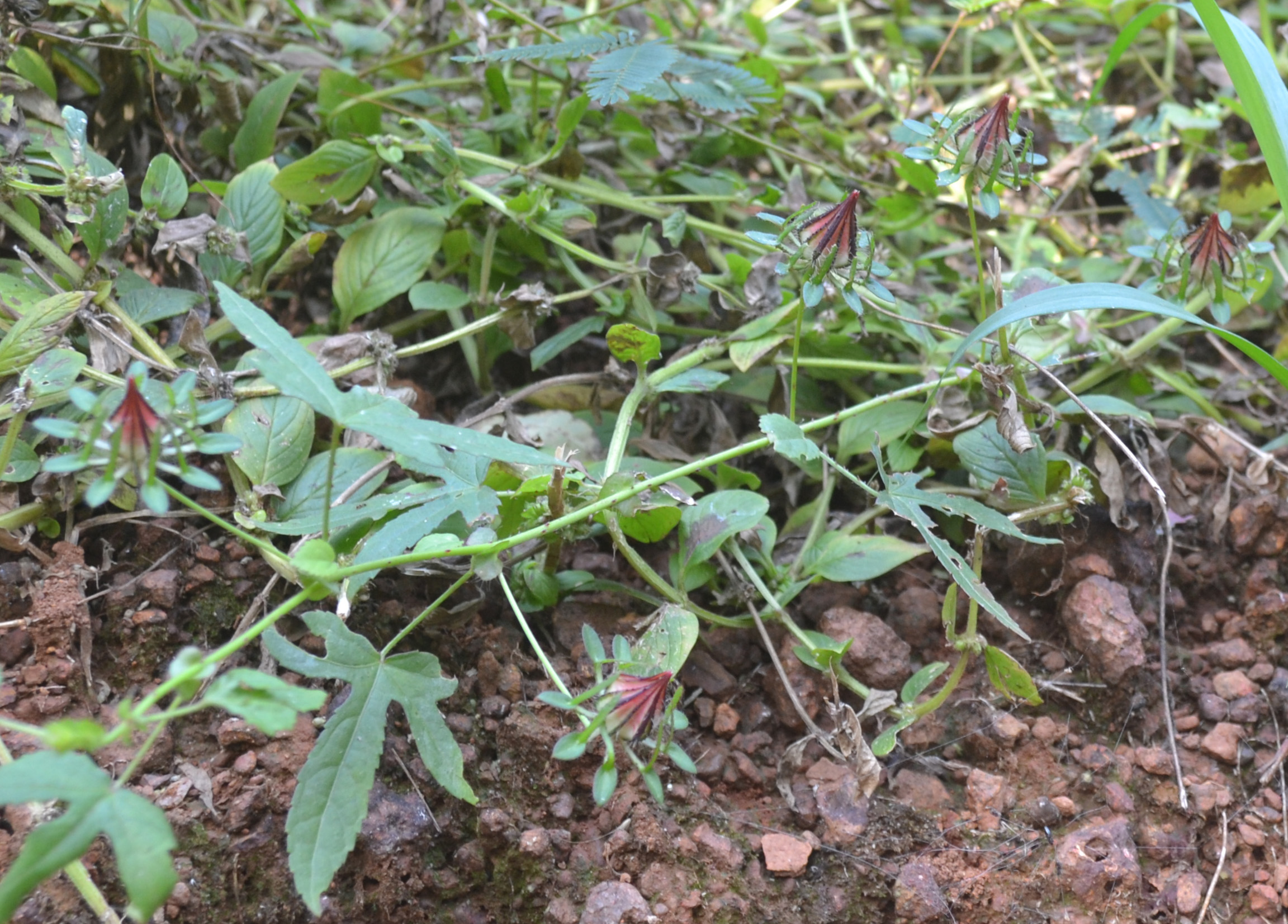